# Société industrielle de Mulhouse
La Société industrielle de Mulhouse, également connue par son acronyme SIM, est une société savante fondée à Mulhouse en 1826 (statuts établis le 24 décembre 1825 à Mulhouse), sous Charles X par des industriels protestants, dont Émile Dollfus, qui la présida plusieurs années, et Joseph Koechlin-Schlumberger, qui en fut le premier bibliothécaire. Elle est reconnue d'utilité publique par ordonnance royale le 20 avril 1832.

## Historique
Elle regroupe alors de jeunes industriels et des fils des industriels en place (22 fondateurs), dont la plupart font partie de la loge maçonnique mulhousienne La Parfaite Harmonie, fondée en 1809.
Ses buts, exposés dans le Règlement de la société en 1826, sont « l'avancement et la propagation de l'industrie tant manufacturière qu'agricole, par la réunion, sur un point central, d'un grand nombre d'éléments d'instruction » (art. 1) ; « la promotion de la recherche scientifique et l'expérimentation des inventions » (art. 5) ; « la propagation et la consolidation dans la classe ouvrière des valeurs libérales bourgeoises suivantes : l'amour pour le travail, l'économie et l'instruction » (art. 6).
Le même règlement prévoit la création d'une bibliothèque (art. 2), d'un bulletin mensuel (art. 3) et la création de prix pour l'invention, le perfectionnement et l'exécution (art. 4).
La Société industrielle est composée de plusieurs comités : chimie, mécanique, commerce, beaux-arts, histoire naturelle, utilité publique, industrie du papier, histoire et statistiques et une section photographie.
À Mulhouse la SIM est à l'origine notamment de la création en 1858 du Musée de dessin industriel, devenu le Musée de l'impression sur étoffes, en 1864 du Musée des beaux-arts et en 1867 du jardin zoologique ouvert l'année suivante.

## Galerie

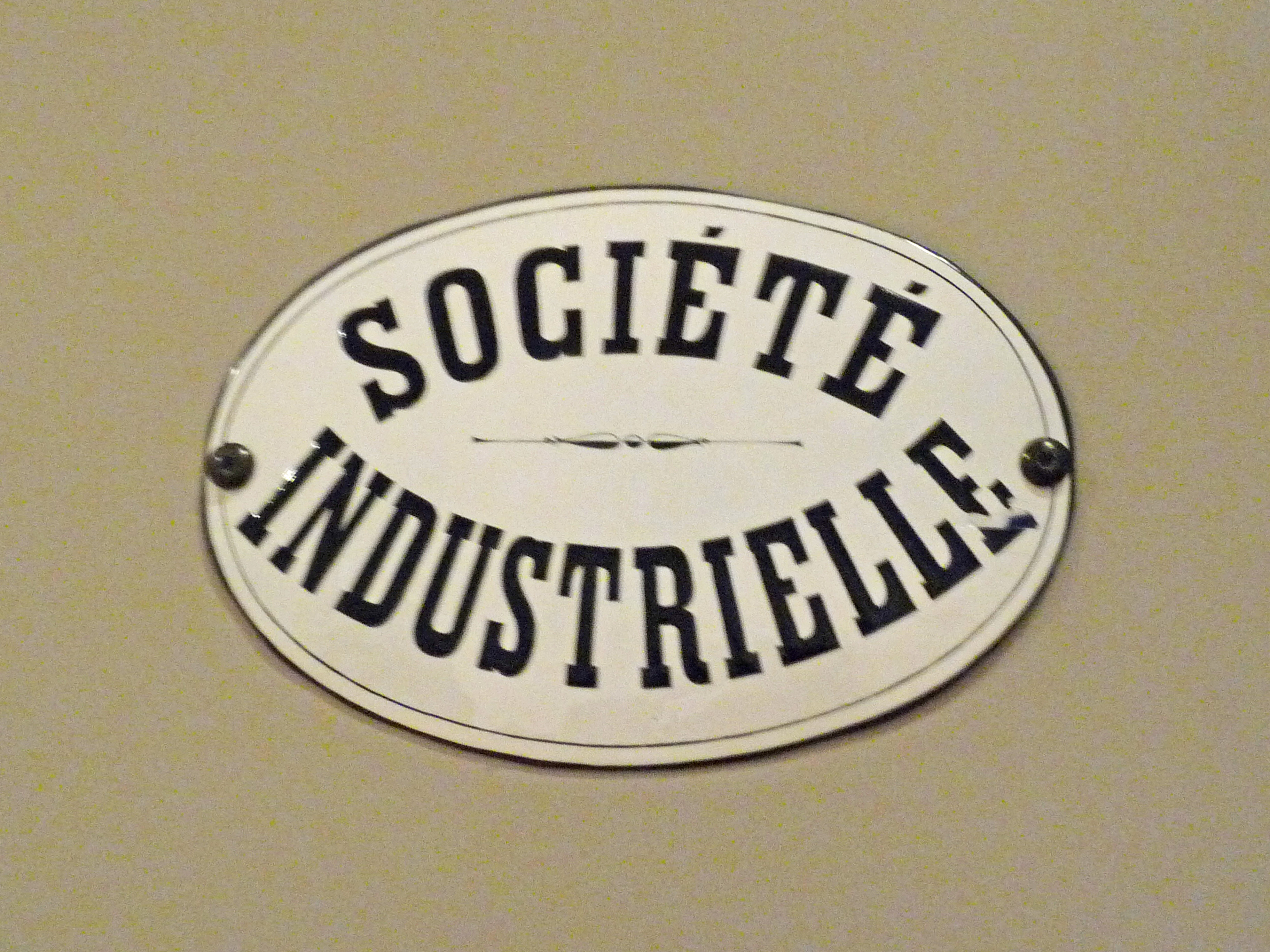
Plaque en métal émaillé (en français)
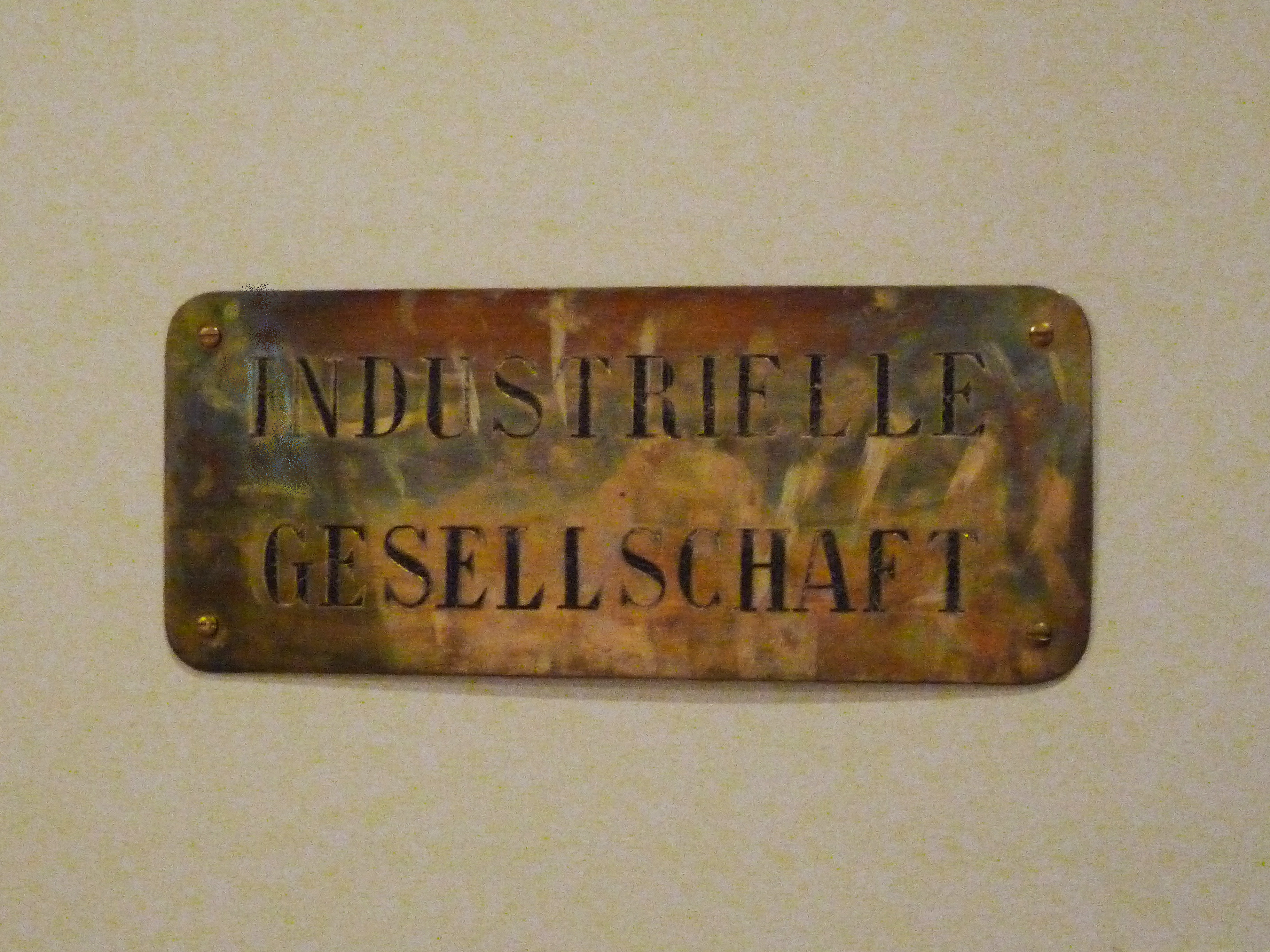
Plaque en métal doré (en allemand), vers 1880
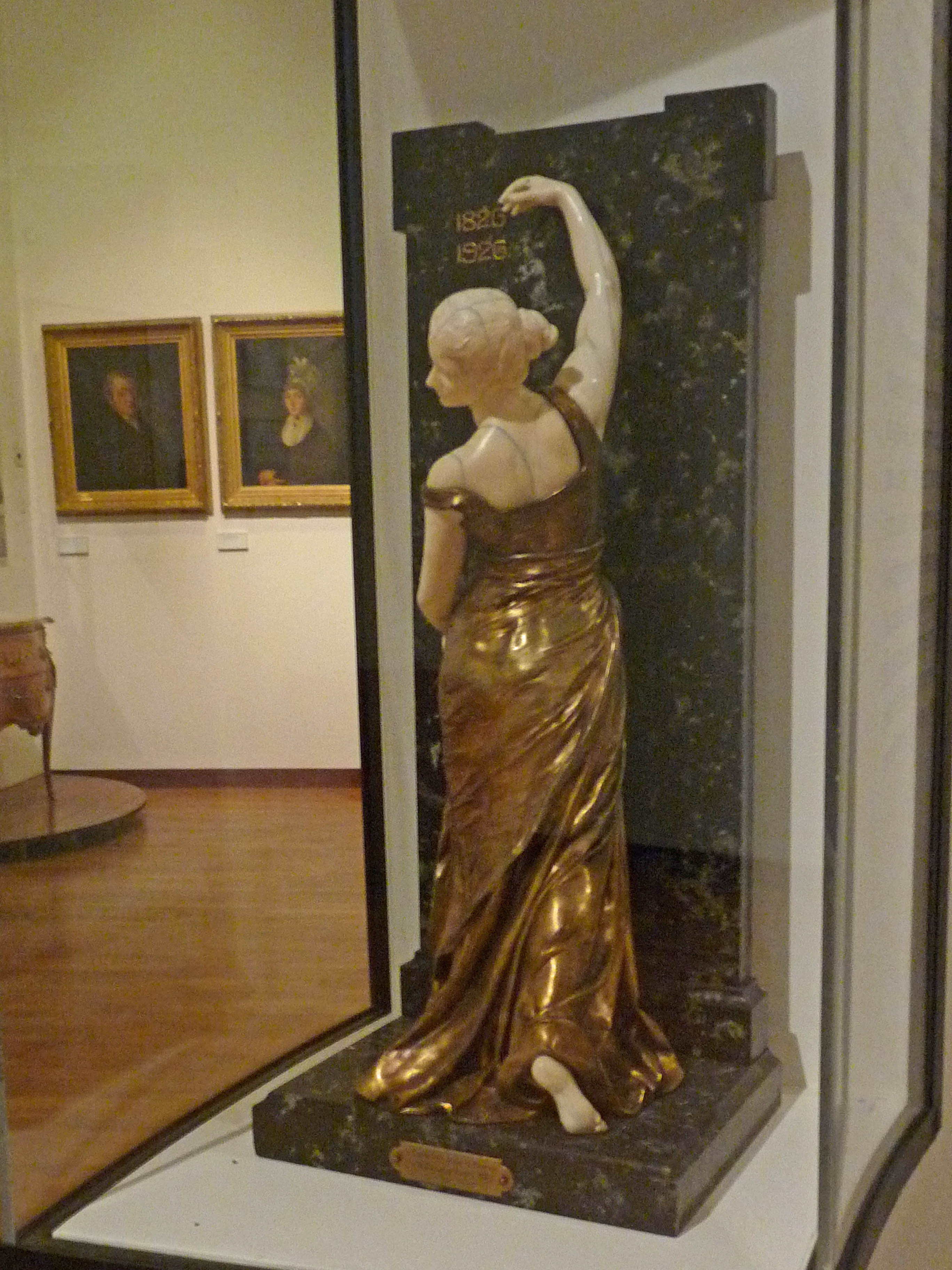
La Reconnaissance, sculpture de Barrias transformée à l'occasion du centenaire
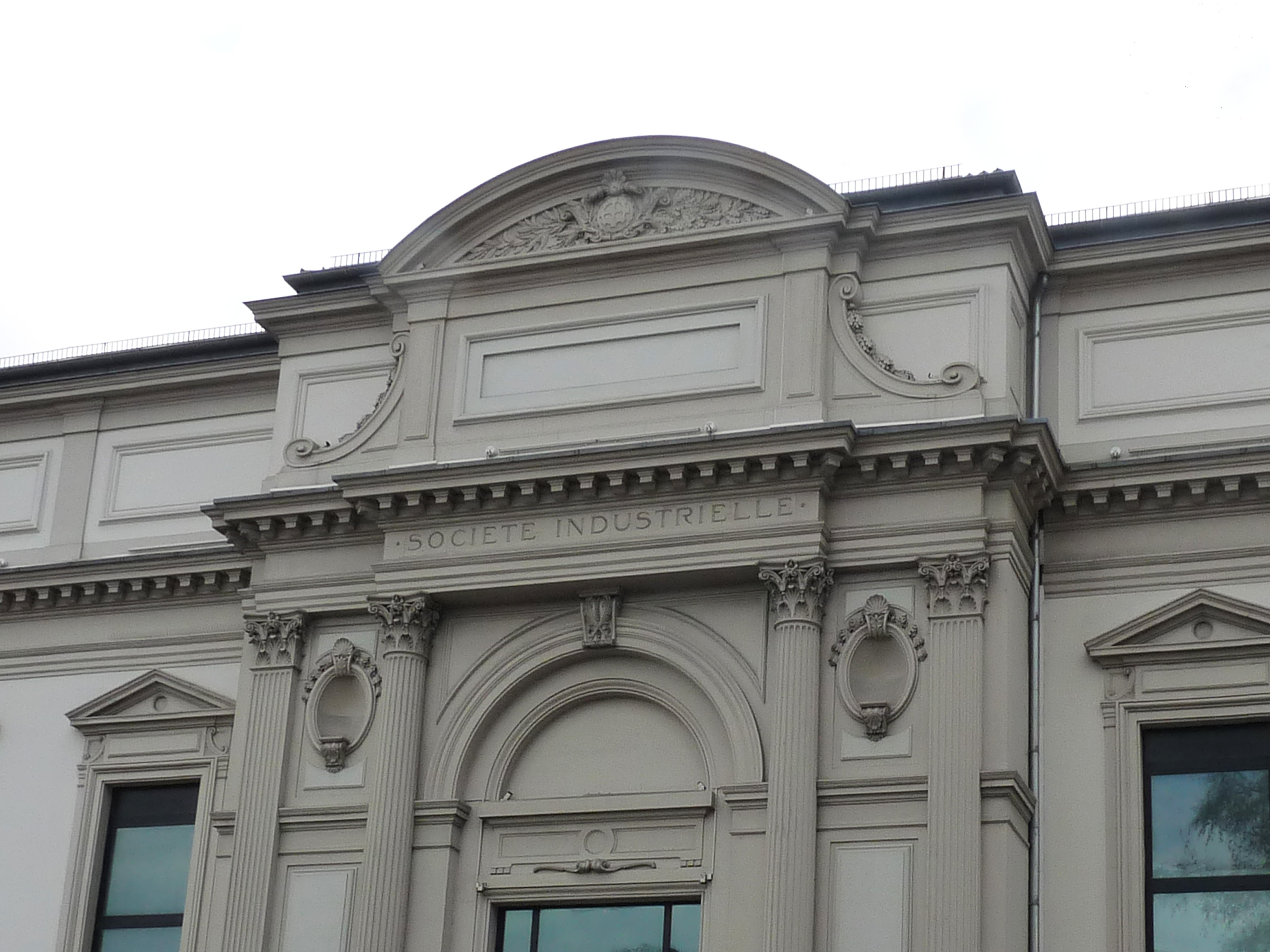
Fronton de la façade latérale de l'actuel Musée de l'impression sur étoffes

## Liste de personnalités membres
- Pierre-Dominique Bazaine (1809-1893), ingénieur aux chemins de fer[8].
- Jean-Jacques Bourcart (1801-1855), industriel.
- Josué Heilmann (1796-1848), ingénieur.
- Nicolas Koechlin (1781-1852), industriel et homme politique.
- Jean Mieg-Koechlin (1819-1904), industriel et homme politique.